# Puech de Rascas
Le puech de Rascas est un sommet montagneux du sud du Massif central, situé sur le territoire de la commune de Lacaune. C'est le point culminant des monts de Lacaune et du département du Tarn à 1 270 m, suivi par le puech de Montgrand, sommet voisin de 1 269 m.
Le sommet n'est pas accessible aux randonneurs. Il est occupé par des installations militaires radio et radar. Il dépend de la base aérienne 125 Istres-Le Tubé.